# Harald Kindermann

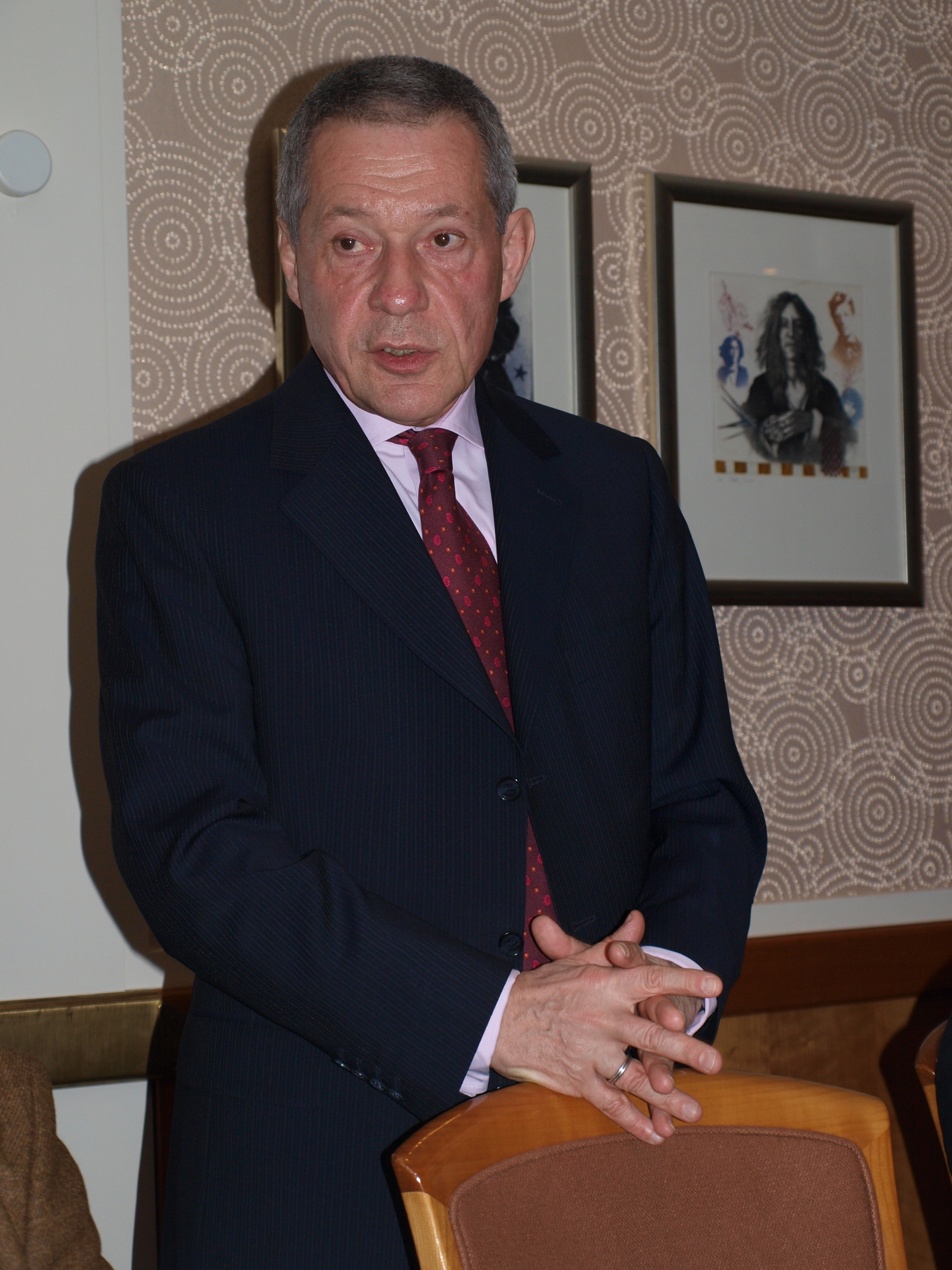
Harald Kindermann

Harald Kindermann (* 13. August 1949 in Bielefeld) ist ein deutscher Diplomat.
Nach dem Abitur 1968 am Ratsgymnasium Bielefeld und dem Studium der Rechtswissenschaften an den Universitäten von Erlangen, Marburg und Köln arbeitete er zunächst als Wissenschaftlicher Assistent an der Universität Gießen (1973–1978). Nachdem er dort später zum Dr. iur. promovierte (1979) wurde er in Gießen auch Dozent für Bürgerliches Recht und Rechtstheorie (1981–1987). Danach war er bis 1992 Mitarbeiter im Bundesministerium der Justiz.
Nach dem Eintritt in den Auswärtigen Dienst 1992 war Kindermann bis 1999 Leiter des Planungsstabes des Auswärtigen Amtes.
Von 1999 bis 2003 war er Botschafter der Bundesrepublik Deutschland in Saudi-Arabien. Dortiger Nachfolger wurde im September 2003 Gerhard Enver Schrömbgens. Von 2003 bis Februar 2006 war er als Vorgänger von Michael Geier Botschafter der Bundesrepublik Deutschland in Bulgarien und von März 2006 bis 2011 in Israel, wo ihm im Juli 2011 Andreas Michaelis folgte. Von 2011 bis 2014 war er Botschafter in Schweden. Von September 2014 bis Juli 2017 war Kindermann als Generalsekretär der Deutschen Gesellschaft für Auswärtige Politik tätig.

## Auszeichnungen
- Ehrendoktorwürde der Universität von Swischtow, Bulgarien (2005)